# Webprogrammering
Webprogrammering er programmering af dynamiske websideer. Ved en dynamisk hjemmeside forstås en hjemmeside der kan ændre sig, både med og uden indflydelse fra udvikleren, og typisk også uden at der ændres i kildekoden. Der kan være tale om alt fra at vise den aktuelle dato og tidsslet, til komplicerede systemer. Ofte er dynamiske hjemmesider kædet sammen med en database.
Skelettet af en hjemmeside vil typisk være udformet i markupsprogene HTML og CSS, mens den dynamiske del kan være kodet i ASP, Asp.net og PHP, der er blandt de mest udbredte af slagsen. En given fil til en dynamisk hjemmeside kan indeholde op til flere sprog samtidig, hvert i sit særligt markerede område. Således indeholder en typisk .php-fil eksempelvis både HTML, CSS, PHP, JavaScript og MySQL. Den dynamiske del kan være både server- og client-sided. Server-sided betyder at kodeændringerne sker på hjemmesidens server, her er tale om eksempelvis ASP og PHP, mens klientbaseret dynamik afvikles af browseren. Det sker eksempelvis med JavaScript.
Mange hjemmesider er bygget til at kunne modificeres, uden at skulle ændre i selve koden. Brugeren af siden vil kunne ændre tekstindhold, enkelte eller mange designdetaljer, samt tilføje og slette ønskede moduler til og fra systemet. Sådanne systemer kaldes Content Management Systems, ofte blot forkortet ved CMS. Blandt de mest populære af disse er Joomla!.